# Dorfkirche Dissen

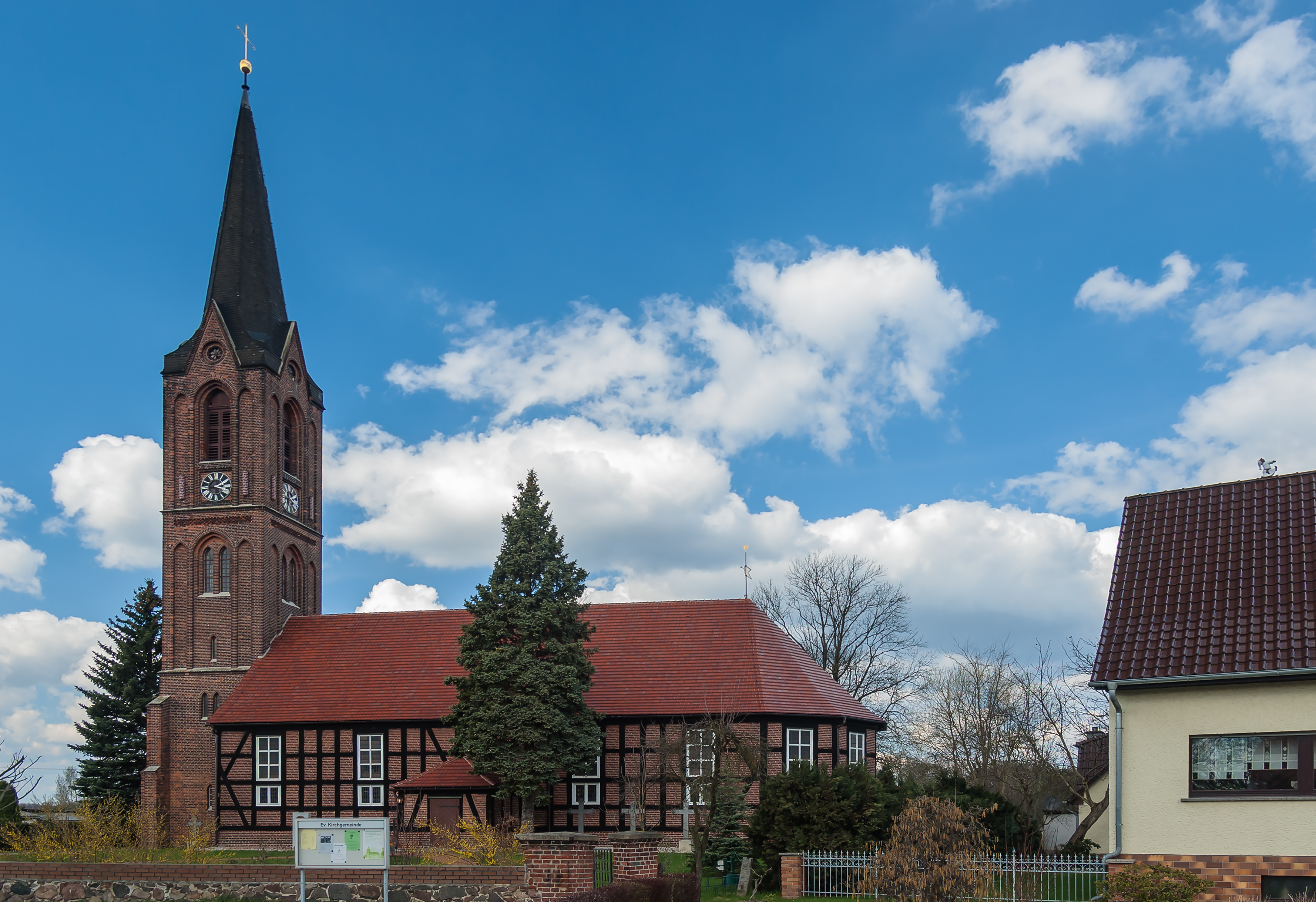
Südansicht der Dorfkirche Dissen (2010)

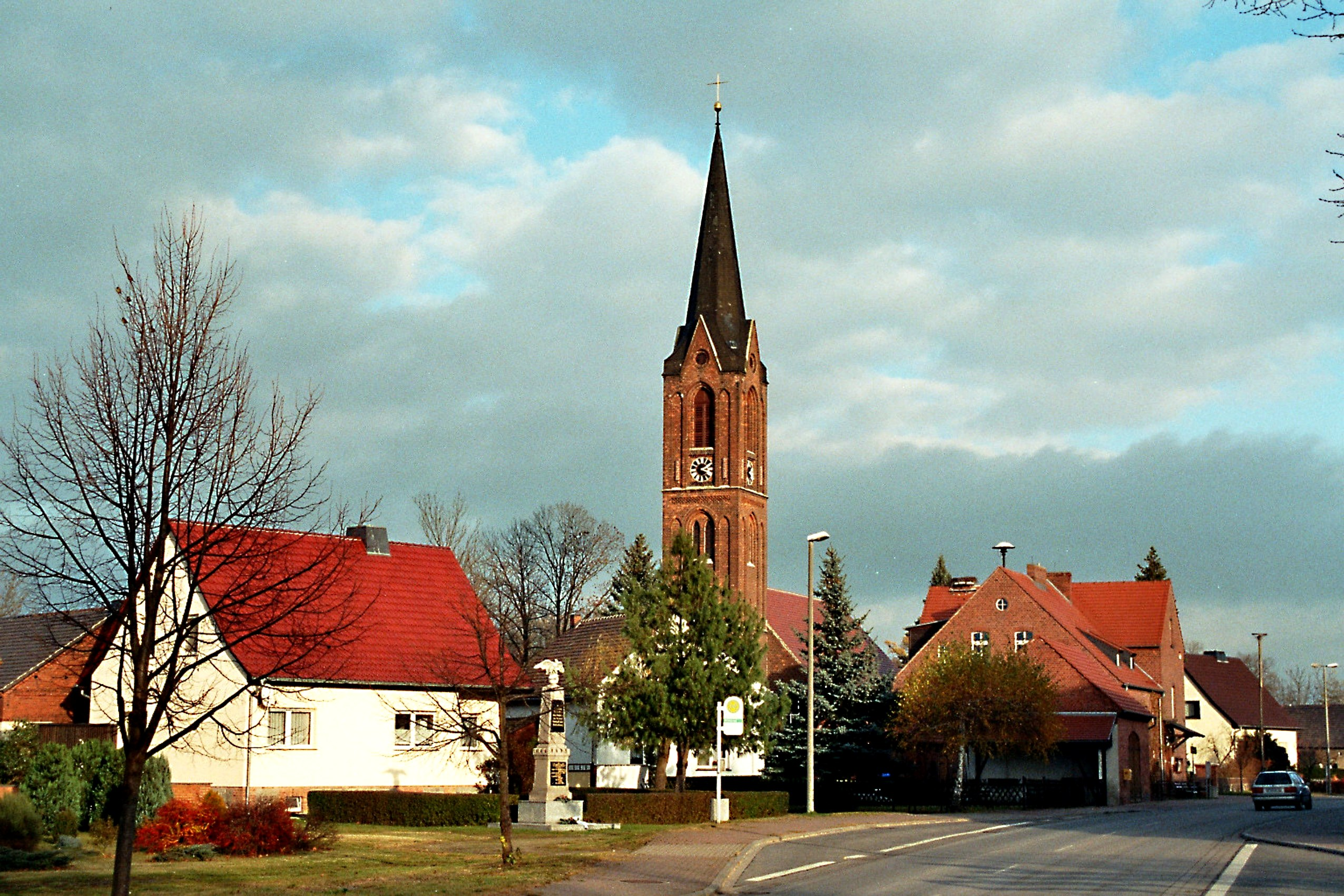
Die Kirche im Ortsbild, davor das Gefallenendenkmal (2005)

Die Dorfkirche Dissen, niedersorbisch Dešańska cerkwja, ist das Kirchengebäude in dem zur Gemeinde Dissen-Striesow gehörenden Ortsteil Dissen im Landkreis Spree-Neiße in Brandenburg. Die Kirche gehört der evangelischen Kirchengemeinde Dissen im Kirchenkreis Cottbus, der Teil der Evangelischen Kirche Berlin-Brandenburg-schlesische Oberlausitz ist. Sie steht unter Denkmalschutz. Nach Anmeldung werden Kirchenführungen angeboten.

## Architektur und Geschichte
Die erste Kirche in Dissen wurde vermutlich um das Jahr 1300 und somit noch vor der ersten urkundlichen Erwähnung des Dorfes gebaut. Der Ort gehörte damals zum Bistum Meißen. Im Jahr 1773 wurde diese Kirche beim Dorfbrand von Dissen zerstört. Die neue Kirche wurde im Jahr 1778 als Fachwerkkirche gebaut. Das Kirchenschiff verfügt über hohe Rechteckfenster und einen fünfseitigen Ostschluss. Der Westturm wurde 1868 als Ziegelbau angebaut. Der ungewöhnlich hohe Turm weist neugotische Elemente auf Blendengliederung auf und ist mit einem hohen Spitzhelm überdacht. Bei der Kirchenerweiterung 1868 wurden des Weiteren die Fachwerkvorhallen an den Längswänden angebaut.
Während der Amtszeit des Pfarrers Bogumił Šwjela wurde die Kirche in den Jahren 1936 und 1937 umfangreichen Umbauarbeiten unterzogen. Der Innenraum wurde durch den Restaurator Paul Thol und den sorbischen Landschaftsmaler Paul (Pawoł) During neu gestaltet. Die Malereien auf den Hufeisenemporen stellen neun Ereignisse aus dem Leben Jesus Christus dar und werden mit Bibelversen in deutscher und niedersorbischer Sprache erläutert. Die Dorfkirche Dissen ist mit einem hölzernen Kanzelaltar aus der Bauzeit ausgestattet. Die Glocken der Kirche stammen aus dem Jahr 1922 und haben die Inschriften „Wojna a měr ma swój cas.“ („Krieg und Friede hat seine Zeit.“) sowie „Bój se Boga, lubuj bratša.“ („Fürchte Gott, liebe die Brüder.“) eingraviert.

## Kirchengemeinde
Zur Kirchengemeinde Dissen gehörten im 16. Jahrhundert neben dem Dorf Dissen selbst noch die Gemeinde Sielow als Filiale und die Gemeinde Striesow zur Kirchengemeinde. 1570 wurde Georg Blasius der erste evangelische Pfarrer in Dissen. Zeitweise war vermutlich auch Döbbrick, das damals nur eine Kapelle hatte und zuweilen der Cottbuser Klosterkirchengemeinde zugerechnet wurde, nach Dissen eingepfarrt. Striesow wechselte später in die Kirchengemeinde Briesen. Die Kirchengemeinde Dissen war der Superintendentur Cottbus und später dem Kirchenkreis Cottbus unterstellt. Als Arnošt Muka das Dorf Anfang der 1880er Jahre besuchte, war Dissen rein sorbischsprachig. Von 1852 bis 1886 war Kito Pank als Pfarrer in Dissen tätig. Von 1913 bis 1942 war Bogumił Šwjela Pfarrer in Dissen. Bis Mai 1941 wurden in der Dissener Kirche regelmäßig Gottesdienste in sorbischer Sprache abgehalten, danach wurde dies von den Nationalsozialisten verboten. Šwjela wurde daraufhin nach Rudolstadt versetzt. Seit 1987 finden wieder Gottesdienste auf Niedersorbisch statt.
Bis 1945 gehörte die Kirchengemeinde Dissen als Teil der Superintendentur Cottbus zur Evangelischen Landeskirche der älteren Provinzen Preußens und nach deren Zerfall zur Evangelischen Kirche in Berlin-Brandenburg. Diese ging 2004 in der Evangelischen Kirche Berlin-Brandenburg-schlesische Oberlausitz auf.

## Bogumił-Šwjela-Büste

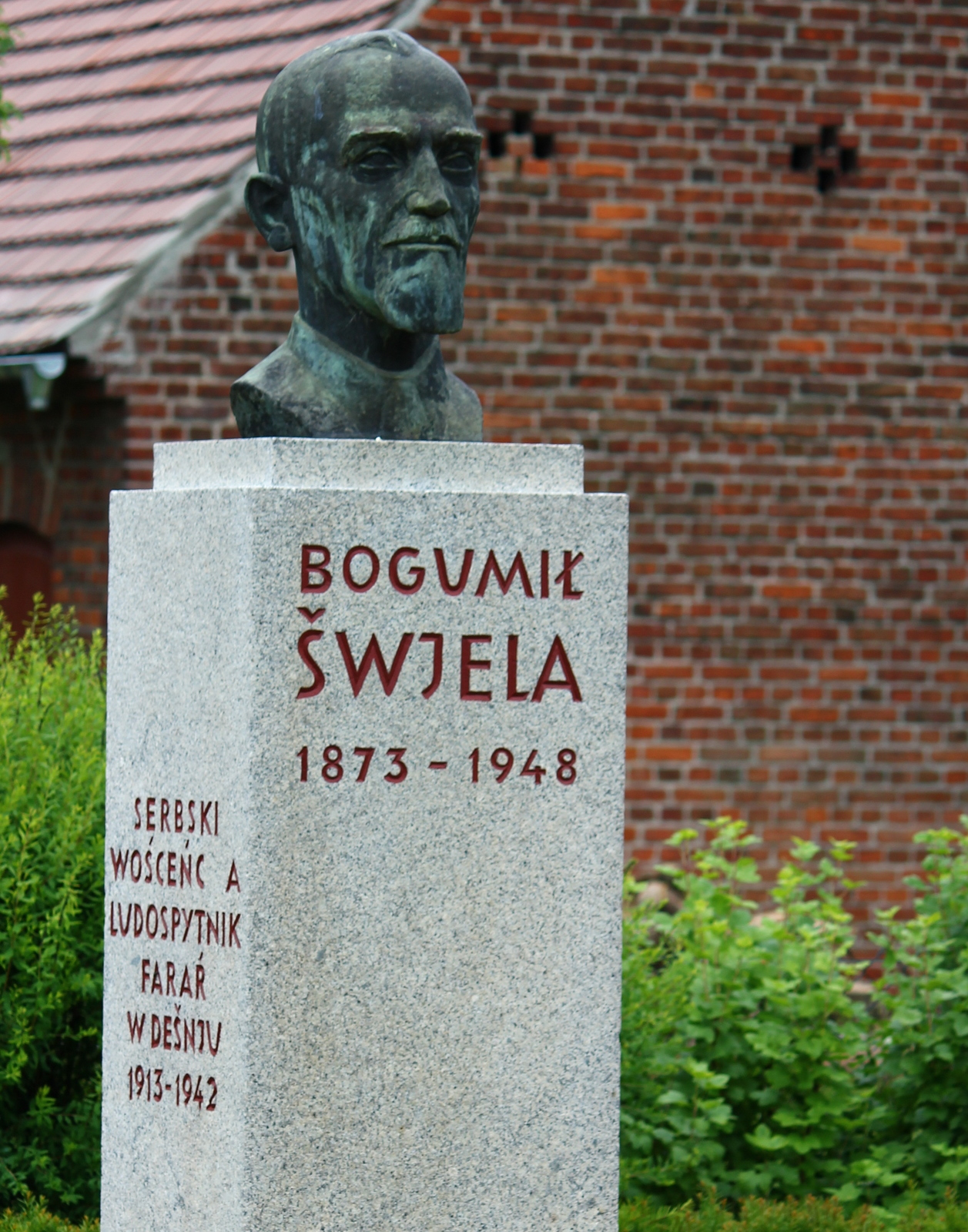
Bogumił-Šwjela-Büste zwischen Pfarrhaus und Kirche (2012)

Vor dem Pfarrhaus auf der gegenüberliegenden Straßenseite zur Dorfkirche wurde im Oktober 1969 eine von Rudolf Enderlein angefertigte Büste Bogumił Šwjelas aufgestellt, der von 1913 bis 1942 als Pfarrer in Dissen tätig war. Die Büste enthält die deutsche und niedersorbische Inschrift „Serbski wośceńc a ludospytnik faraŕ w Dešnju 1913-1942“ / „Sorbischer Patriot und Volksforscher Pfarrer in Dissen 1913-1942“.